# Frans Maas

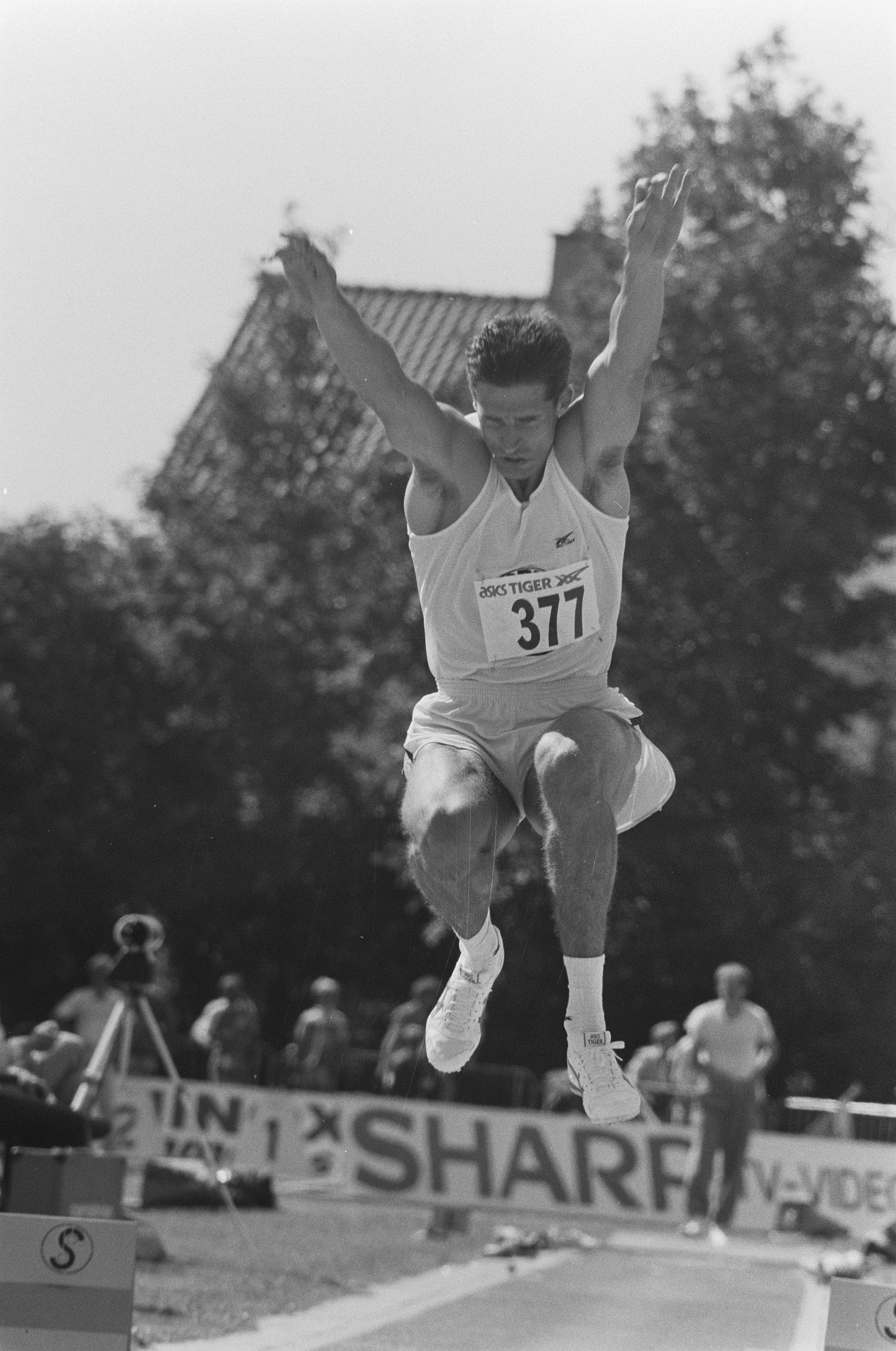
Frans Maas

Frans Maas (* 13. Juli 1964 in Bergen op Zoom) ist ein ehemaliger niederländischer Weitspringer.
1987 wurde er Achter bei den Hallenweltmeisterschaften in Indianapolis und schied bei den Weltmeisterschaften in Rom in der Qualifikation aus.
1988 gewann er Gold bei den Halleneuropameisterschaften in Budapest. Im Jahr darauf holte er Bronze bei den Halleneuropameisterschaften in Den Haag und wurde erneut Achter bei den Hallenweltmeisterschaften in Budapest.
Bei den Europameisterschaften 1990 in Split belegte er den vierten Platz.
1991 kam er bei den Weltmeisterschaften in Tokio erneut nicht über die Vorrunde hinaus. 1993 folgte ein vierter Platz bei den Hallenweltmeisterschaften in Toronto und ein abermaliges Aus in der Qualifikation bei den Weltmeisterschaften in Stuttgart.
Je fünfmal wurde er niederländischer Meister im Freien (1983, 1989, 1990, 1993, 1994) und in der Halle (1984, 1991–1994). 1987 holte er den nationalen Titel im Dreisprung.

## Persönliche Bestleistungen
- Weitsprung: 8,07 m, 8. Juli 1989, Hengelo
  - Halle: 8,11 m, 19. Februar 1989, Den Haag
- Dreisprung: 16,12 m, 11. Juli 1987, Leiden
  - Halle: 16,24 m, 27. Februar 1988, Colorado Springs